# Jolene (2008)
Jolene ist ein US-amerikanischer Spielfilm des Regisseurs Dan Ireland aus dem Jahr 2008 mit Jessica Chastain in der Titelrolle. Seine Handlung basiert auf E. L. Doctorows 2002 erschienener Kurzgeschichte Jolene: A Life, die wiederum von Dolly Partons Lied Jolene von 1973 inspiriert wurde.

## Handlung
Die fünfzehnjährige Waise Jolene heiratet den unerfahrenen Sonderling Mickey, um den Misshandlungen ihrer Pflegefamilie zu entkommen. Nach der Hochzeit lebt das Teenager-Ehepaar im Haus von Mickeys Onkel Phil. Dessen Frau Kay hegt eine starke Abneigung gegenüber Jolene und lässt sie dies auch spüren. An ihrem sechzehnten Geburtstag beginnt Jolene eine heimliche Affäre mit dem deutlich älteren Phil. Als Kay die beiden in flagranti erwischt, wirft sie Jolene gewaltsam aus dem Haus. Mickey verkraftet den Ehebruch nicht und springt von einer Brücke in den Tod. Phil wird wegen Unzucht mit einer Minderjährigen zu einer mehrmonatigen Haftstrafe verurteilt und Jolene wird in eine psychiatrische Anstalt für Jugendliche eingewiesen.
In der Psychiatrie entdeckt Jolene beim Zeichnen ihr künstlerisches Talent und geht eine sexuelle Beziehung mit der lesbischen Anstaltsaufseherin Cindy ein. Mit ihrer Hilfe gelingt Jolene die Flucht aus der Anstalt. Bereits nach kurzer Zeit flüchtet Jolene jedoch auch vor Cindy, deren Gefühle für das Mädchen nicht auf Gegenseitigkeit beruhen. Jolene besteigt einen Bus von South Carolina in Richtung Westen. Um an Geld zu kommen, geht sie zunächst der Prostitution nach, bevor sie einen Job als Kellnerin auf Rollschuhen in einem Dairy-Queen-Restaurant in Phoenix annimmt. Dort trifft sie auf den Musiker und Tätowierungskünstler Coco Leger. Die beiden werden ein Paar und Jolene beginnt als Tätowiererin in Cocos Studio zu arbeiten. Obwohl sie kaum etwas über ihn weiß, nimmt sie seinen Heiratsantrag an. Schon bald darauf muss Jolene feststellen, dass Coco nicht nur kokainabhängig ist und seine Sucht mit dem Verkauf von Drogen finanziert, sondern auch, dass Coco bereits mit einer anderen Frau, Marin, verheiratet ist und einen Sohn hat. Wütend verwüstet Jolene Cocos Laden, verschüttet sein Kokain, stiehlt ihm Geld und verständigt, bevor sie sich selbst aus dem Staub macht, die Polizei.
Jolene verschlägt es nach Las Vegas, wo sie als erotische Tänzerin arbeitet und den Mobster Sal Fontaine kennenlernt. Sie zieht in seine Luxuswohnung, gibt ihren Job als Tänzerin auf und widmet sich ihrer Kunst. Eines Tages wird Sal von Gangstern ermordet und Jolene flieht per Bus nach Tulsa, wo sie als Rezeptionistin und Party-Serviererin arbeitet. Auf einer dieser Partys lernt sie den reichen, exzentrischen und strenggläubigen Brad Benton kennen, heiratet ihn und wird schwanger. Als Brad von Jolenes Vergangenheit erfährt, verprügelt er sie. Jolene flieht mit ihrem Baby in ein Frauenhaus. Brads einflussreiche Familie zeigt sie daraufhin wegen Kindesentführung an und sie wird verhaftet. Brad erhält aufgrund der bewegten Vergangenheit seiner Frau das alleinige Sorgerecht für ihr Kind. Jolene darf ihren Sohn von nun an nur noch jeden zweiten Sonntag und unter Aufsicht sehen. Sie realisiert, dass die seltenen Treffen ihrem Kind mehr Schaden zufügen, als dass sie gut für es sind und so beschließt sie, ganz aus seinem Leben zu verschwinden.
Die inzwischen 25-jährige Jolene arbeitet als Comiczeichnerin in Los Angeles. Sie träumt davon, eines Tages ein Filmstar zu sein und in einer Stretch-Limousine nach Tulsa zurückzukehren, wo ihr Sohn seiner berühmten Mutter um den Hals fällt.

## Hintergrund
Der US-amerikanische Schriftsteller und Publizist E. L. Doctorow schrieb, inspiriert durch Dolly Partons Lied Jolene, die Kurzgeschichte Jolene: A Life. Sie handelt von einer jungen Frau in Schwierigkeiten und wurde 2002 zuerst im Magazin The New Yorker veröffentlicht. Zwei Jahre später erschien die Erzählung mit vier anderen Geschichten in seinem Band Sweet Land Stories.
Die Dreharbeiten fanden in Los Angeles, Las Vegas und an verschiedenen Orten in Arizona, Oklahoma und South Carolina statt.
Die Weltpremiere des Films fand am 13. Juni 2008 beim Seattle International Film Festival statt, wo Jessica Chastain mit dem Golden Space Needle Award als beste Schauspielerin ausgezeichnet wurde. Am 29. Oktober 2010 lief Jolene in den US-amerikanischen Kinos an. Im deutschsprachigen Raum wurde der Film bislang (Stand April 2015) nicht veröffentlicht.
Jessica Chastain gab in dem Film ihr Debüt auf der Kinoleinwand. Chastain erhielt die Rolle der zu Beginn des Films erst fünfzehnjährigen Jolene, obwohl sie – im wahren Leben Geburtsjahrgang 1977 – zum Zeitpunkt der Dreharbeiten bereits mehr als doppelt so alt war.

## Rezeption
Jolene erhielt gemischte Kritiken. Bei Rotten Tomatoes sind 50 % der insgesamt 20 Kritiken positiv; die durchschnittliche Bewertung beträgt 4,9/10. Bei Metacritic bekam der Film eine Bewertung von 31/100, basierend auf 10 Kritiken.